# Station Kiveton Park
Kiveton Park is een spoorwegstation van National Rail in Kiveton Park, Rotherham in Engeland. Het station is eigendom van Network Rail en wordt beheerd door Northern Rail. Het station is geopend in 1849.